# Independência Futebol Clube
L'Independência Futebol Clube és un club de futbol brasiler de la ciutat de Rio Branco a l'estat d'Acre.

## Història

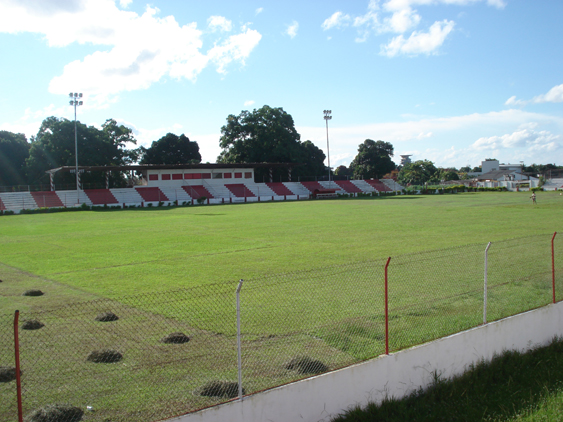
Estadi José de Melo.

L'Independência Futebol Clube va ser fundat el 2 d'agost de 1946 per un grup d'emprenedors de Rio Branco. Ha estat 10 cops campió d'Acre, fet que el situa com a tercer club amb més títols.

## Palmarès
- Campionat acreano:
  - 1954, 1958, 1959, 1960, 1963, 1970, 1972, 1974, 1985, 1988, 1993, 1998

## Estadi
Disputa els seus partits a l'Estadi José de Melo, el qual té una capacitat per a 8.000 espectadors.